# Njaseta
Njaseta (vitryska: Нясета) är ett vattendrag i Belarus. Det ligger i den centrala delen av landet, 120 km sydost om huvudstaden Minsk.
Omgivningarna runt Njaseta är en mosaik av jordbruksmark och naturlig växtlighet. Runt Njaseta är det glesbefolkat, med 13 invånare per kvadratkilometer.